# Sam Alvey
Sam Alvey, född 6 maj 1986 i Milwaukee, är en amerikansk MMA-utövare som sedan 2014 tävlar i organisationen Ultimate Fighting Championship.